# Царевич (река)
Царе́вич — река в России, протекает по территории Духовщинского и Ярцевского районов Смоленской области. Правый приток Вопи. Длина реки — 96 км, площадь водосборного бассейна — 859 км².
Исток находится западнее деревни Воронино Духовщинского района на Духовщинской возвышенности в урочище Овчинники. Направление течения: сначала на север, затем на юго-восток. Устье южнее деревни Скачихино Ярцевского района на высоте 174,3 метра над уровнем моря. Притоки: справа — Зимовец, Берёза; слева — Велица с Каменкой, Веленя с Писаревкой и Тунькой, Лойня с Лосевкой.

## Происхождение названия
Название может происходить из финского Saarevesi от saari «остров», vesi «вода» (сравните Рутавечь — из финского Rautavesi).